# Boerengans

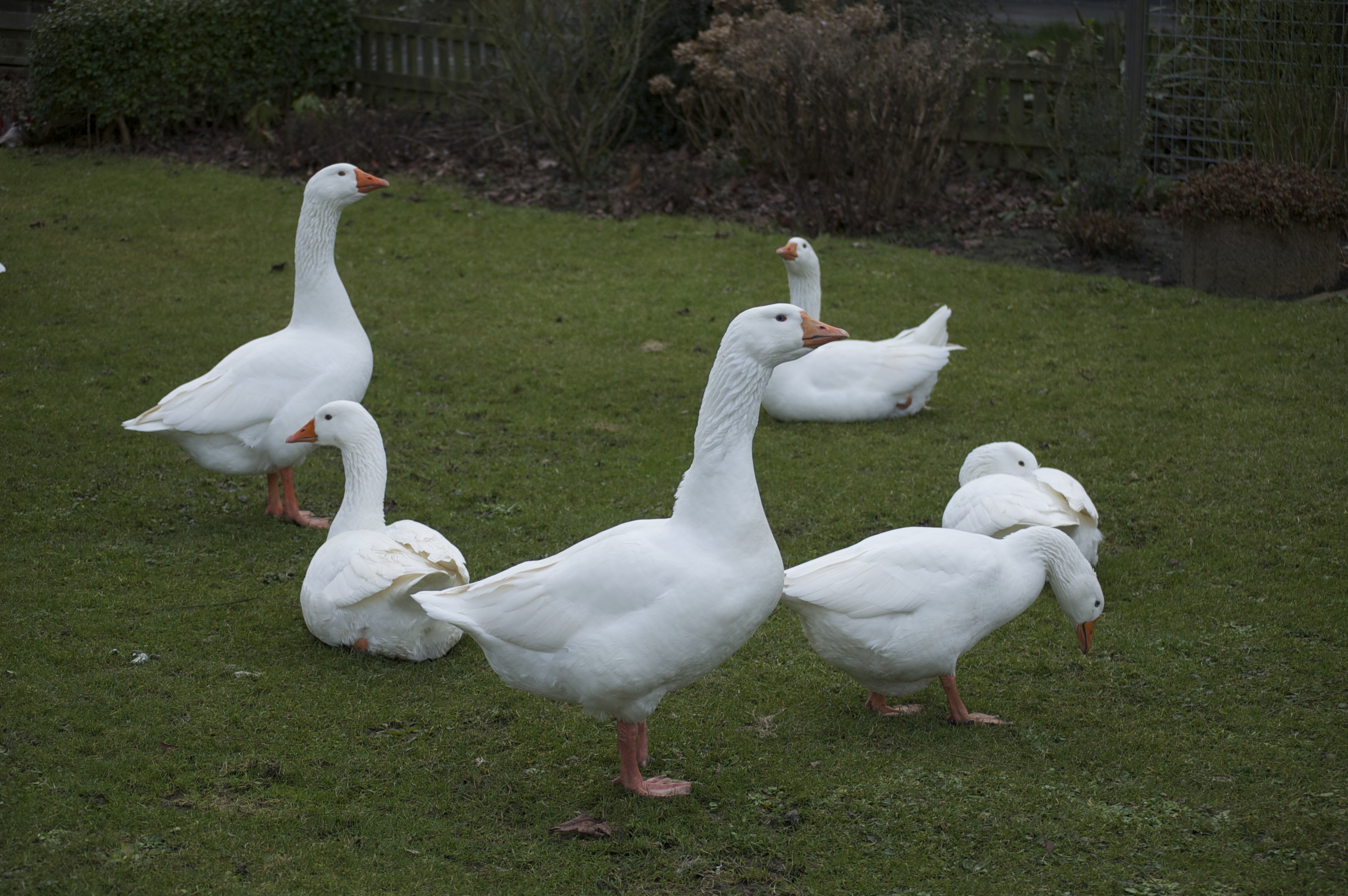
Een groep huisganzen.

Een boerengans of een huisgans (Anser anser domesticus) is een witte gedomesticeerde kleurvariant van de grauwe gans (Anser anser) met een oranje snavel en poten.
Boerenganzen en huisganzen moeten niet verward worden met andere tamme of hybride ganzen, zoals soepganzen en kruisingen van huisganzen met verschillende soorten parkganzen, (Anser anser forma domestica of Anser unox en Anserini x). Huisganzen kruisen gemakkelijk met andere ganzensoorten waartoe ze zich aangetrokken voelen, zoals met Indische ganzen en Canadese ganzen.

## Dons en veren
Ganzendons en ganzenveren worden onder andere gebruikt als dekbedvulling en als isolatiemateriaal in slaapzakken en jassen. Vanaf de Middeleeuwen gebruikte men een grote ganzenveer als schrijfgerei. De slagpennen van ganzen, zwanen en grote kraaien worden tegenwoordig in de kalligrafie nog steeds als pen gebruikt.